# Otto Binder (Schriftsteller)
Otto Oscar Binder (* 26. August 1911 in Bessemer, Michigan; † 14. Oktober 1974 in Chestertown, New York) (Pseudonym Eando Binder gemeinsam mit seinem Bruder Earl) war ein US-amerikanischer Schriftsteller. Bekannt wurde Binder als Schöpfer der Comic-Heldin Supergirl.
Binders Werk umfasst überwiegend Romane, Kurzgeschichten und Comichefte, die im Science-Fiction-Genre angesiedelt sind.

## Leben
Otto Binder wurde 1911 in Bessemer als jüngstes von sechs Kindern österreichischer Einwanderer geboren. Der Vater war bereits 1906 aus Österreich in die USA gekommen, konnte seine Familie aber erst ein Jahr vor Ottos Geburt nachkommen lassen.
1922 übersiedelte die Familie nach Chicago, wo Otto und sein Bruder Earl mit der sich zu dieser Zeit zu einem eigenständigen Genre entwickelnden Science-Fiction-Literatur und dem Medium der so genannten Pulp-Magazine in Berührung kamen. 1930 legten die Brüder mit der Geschichte „The First Martian“ ihre erste selbstverfasste Erzählung vor, die sie 1932 unter dem Pseudonym Eando Binder (E und O Binder) in dem Science-Fiction-Magazin Amazing Stories veröffentlichen konnten.
Beide Brüder entwickelten sich in der Folgezeit zu außerordentlich produktiven Autoren, die alleine oder als Team zahlreiche Romane und Kurzgeschichten veröffentlichten. Otto Binder tat sich zudem insbesondere als Autor von Comic-Heften hervor.
In den 1960er Jahren entwickelte Binder nach dem Unfalltod seiner Tochter Alkoholprobleme, an denen er 1974 starb.

### Arbeiten als Schriftsteller
Binders Werk als Schriftsteller umfasst neben Science-Fiction-Romanen und -Kurzgeschichten auch eine Biografie über Ted Owens sowie zahlreiche Sachbücher und -Artikel über Themen wie „Ufos“ und Außerirdische.
Die meisten seiner Romane wurden ursprünglich als Fortsetzungsgeschichten in Sci-Fi-Magazinen veröffentlicht und erst Jahre später als Bücher aufgelegt:
So war der 1965 veröffentlichte Roman Enslaved Brains bereits 1934 in dem Magazin Wonder Stories abgedruckt – und 1951 in Fantastic Story Quarterly neu aufgelegt – worden. Der Roman Lords of Creation, der 1949 als Buch erschien, war 1939 in dem Pulp-Magazin Argosy erschienen, während Adam Link - Robot, der 1965 als Buch erschien erstmals von 1939 bis 1942 in dem Magazin Amazing Stories aufgelegt worden war. Der Band Anton York, Immortal war bereits von 1937 bis 1940 als Serie in dem Magazin Thrilling Wonder Stories zum Abdruck gekommen.
Die späteren Romane The Avengers Battle the Earth-Wrecker (1967) und What We Really Know About Flying Saucers (1967) wurden schließlich ohne Vorabdruck in anderen Medien direkt als Bücher aufgelegt.
Unter dem Pseudonym Gordon A. Giles schrieb Otto Binder 1937 bis 1942 eine Serie für das Magazin Thrilling Wonder Stories, in der eine Expedition von der Erde das gesamte Sonnensystem erforscht und auf verschiedenen Planeten Pyramidenbauten der Marsbewohner vorfindet. Die Serie wurde 1971 unter dem Titel Puzzle of the Space Pyramids und unter dem Verfassernamen Eando Binder neu aufgelegt.
Am bekanntesten von all diesen Werken sind sicherlich Binders „Adam-Link“-Geschichten, darunter eine namens „I, Robot“ – die nicht mit dem Film I, Robot aus dem Jahr 2003 zu verwechseln ist, der nach einer anderen, gleichnamigen Kurzgeschichte von Isaac Asimov benannt wurde. Isaac Asimov erklärte jedoch, dass er durch die Roboterdarstellung Binders beeinflusst worden war. So war Binder der Erste gewesen, der Roboter mit menschlichen Zügen darstellte und die Figur des Adam Link als Ich-Erzähler auftreten ließ.

### Arbeiten als Comicautor
Als Comicautor war Binder zunächst von 1941 bis 1953 für den Verlag Fawcett Comics tätig, für den er an Serien wie Captain Marvel und Bulletman arbeitete. Bekannte, noch heute vielfach verwendete Charaktere, die er während seiner Arbeit an diesen Serien schuf, sind unter anderem der in der ägyptischen Mystik verwurzelte Erzfeind von Captain Marvel „Black Adam“ und Captain Marvels kleine Schwester „Mary Marvel“.
Nachdem Fawcett 1953 den Betrieb einstellte, arbeitete Binder für Verlage wie Marvel Comics, DC Comics, Gold Key und Quality Comics.
Für DC schuf Binder zahlreiche einflussreiche Figuren wie Supergirl, die Legion der Superhelden und das verzerrte Superman-Duplikat Bizarro. Die drei genannten erwiesen sich als derart populär, dass sie in den Mittelpunkt eigener, eponymer, Serien gestellt wurden.

## Ehrungen
Für seine Arbeit als Autor wurde Binder mit zahlreichen Preisen ausgezeichnet. 2004 wurde er außerdem in die „Comic Book Hall of Fame“ aufgenommen.

## Trivia
Binder findet auch Erwähnung in der ersten Episode der TV-Serie Supergirl, als die Titelheldin verhindert, dass ein Flugzeug mit der Otto-Binder-Brücke kollidiert.

## Bibliografie

### Serien
Die Serien sind nach dem Erscheinungsjahr des ersten Teils geordnet.
Anton York, Immortal
- The Conquest of Life (in: Thrilling Wonder Stories, August 1937; auch: Conquest of Life, 1965)
  - Deutsch: Teil I (Anton York — der Unsterbliche). In: Anton York — der Unsterbliche. Übersetzt von Birgit Reß-Bohusch. Moewig (Terra Astra #5), 1971.
- Life Eternal (in: Thrilling Wonder Stories, February 1938)
- The Three Eternals (in: Thrilling Wonder Stories, December 1939)
  - Deutsch: Teil II (Anton York — der Unsterbliche). In: Anton York — der Unsterbliche. Übersetzt von Birgit Reß-Bohusch. Moewig (Terra Astra #5), 1971.
- The Secret of Anton York (in: Thrilling Wonder Stories, August 1940)
  - Deutsch: Teil III (Anton York — der Unsterbliche). In: Anton York — der Unsterbliche. Übersetzt von Birgit Reß-Bohusch. Moewig (Terra Astra #5), 1971.
- Anton York, Immortal (1965)
  - Deutsch: Anton York — der Unsterbliche. Übersetzt von Birgit Reß-Bohusch. Moewig (Terra Astra #5), 1971.

Via (Kurzgeschichten)
- 1 Via Etherline (in: Thrilling Wonder Stories, October 1937)
- 2 Via Asteroid (in: Thrilling Wonder Stories, February 1938)
- 3 Via Death (in: Thrilling Wonder Stories, August 1938)
- 4 Via Venus (in: Thrilling Wonder Stories, October 1939)
- 5 Via Pyramid (in: Thrilling Wonder Stories, January 1940)
- 6 Via Sun (in: Thrilling Wonder Stories, March 1940)
- 7 Via Mercury (in: Thrilling Wonder Stories, October 1940)
- 8 Via Catacombs (in: Thrilling Wonder Stories, November 1940)
- 9 Via Intelligence (in: Thrilling Wonder Stories, December 1940)
- 10 Via Jupiter (in: Thrilling Wonder Stories, February 1942)

Adam Link
- „I, Robot“ (in: Amazing Stories, January 1939; auch: I, Robot, 1966)
  - Deutsch: Ich, der Robot. In: Isaac Asimov und Martin H. Greenberg (Hrsg.): Die besten Stories von 1939. Moewig (Playboy Science Fiction #6727), 1982, ISBN 3-8118-6727-X.
- The Trial of Adam Link, Robot (in: Amazing Stories, July 1939)
- Adam Link, Champion Athlete (in: Amazing Stories, July 1940)
- Adam Link Fights a War (in: Amazing Stories, December 1940)
- Adam Link in Business (in: Amazing Stories, January 1940)
- Adam Link, Robot Detective (in: Amazing Stories, May 1940)
- Adam Link’s Vengeance (in: Amazing Stories, February 1940)
- Adam Link Faces a Revolt (in: Amazing Stories, May 1941)
- Adam Link in the Past (in: Amazing Stories, February 1941)
- Adam Link Saves the World (in: Amazing Stories, April 1942)
- Adam Link — Robot (1965)
  - Deutsch: Adam, der Roboter. Übersetzt von Birgit Reß-Bohusch. Moewig (Terra Nova #65), 1969.

The Invisible Robinhood (Kurzgeschichten)
- 1 The Invisible Robinhood (in: Fantastic Adventures, May 1939)
- 2 Land of the Shadow Dragons (in: Fantastic Adventures, May 1941)

The Little People (Kurzgeschichten)
- 1 The Little People (in: Fantastic Adventures, March 1940)
- 2 Wanderer of Little Land (in: Fantastic Adventures, June 1941)

Lieutenant Jon Jarl of the Space Patrol (Kurzgeschichten, mit Earl Binder)
Die Geschichten erschienen zwischen Oktober 1946 und Mai 1951 in Captain Marvel Adventures. Neuausgabe als The First Space Patrol Megapack (Nummern 1–25, 2014) und The Second Space Patrol Megapack (Nummern 26–55, 2015).
- 1 Adventure in Space
- 2 Lt. Jarl On Mars
- 3 The Space Olympics
- 4 Revenge of the Space Hermit
- 5 Venus, 23rd Century
- 6 Satellite Prison
- 7 Dictator of Space
- 8 Treasure on Saturn
- 9 Human Pets of Neptune
- 10 Exile on Mercury
- 11 Hitchhiker of Space
- 12 Mind Over Matter
- 13 The World Stealers
- 14 Rocket Race
- 15 Duel in Space
- 16 The Space Trap
- 17 Hobo of the Void
- 18 The Atom Dictator
- 19 The Invisible Man of Mars
- 20 The Freedom Rocket
- 21 The Great Rhean War
- 22 The Tiny Terror
- 23 Menace of the Metal Men
- 24 World of Titans
- 25 Mystery World
- 26 Jaunt On Jupiter
- 27 World of Youth
- 28 Evil Beyond the Sun
- 29 The Mind Exchange
- 30 Interplanetary Census
- 31 The World Owner
- 32 Villain of Time
- 33 Atomic Express Mail
- 34 Wandering World
- 35 World Within
- 36 Asteroid Adventure
- 37 Man from the Past
- 38 The Man Without a World
- 39 Robinson Crusoe of Space
- 40 The Space Beachcomber
- 41 Interplanetary Colony
- 42 The Time Trip
- 43 The New Moon
- 44 Jon Jarl Loses His Job
- 45 Space Scavenger Hunt
- 46 Invisible Doom
- 47 Wanderers of Space
- 48 The Old West Lives Again
- 49 The Crime Genie
- 50 Jon Jarl Saves 1950
- 51 The Metal World
- 52 The Nova Menace
- 53 The Space Monster
- 54 The Great Space Piracy
- 55 The Darkness Danger

Saucers / UFOs
- Menace of the Saucers (1969)
  - Deutsch: UFOs bedrohen die Welt. Übersetzt von Leni Sobez. Moewig (Terra Astra #47), 1972.
- Night of the Saucers (1971)
  - Deutsch: Die Nacht der UFOs. Moewig (Terra Astra #51), 1972.

### Einzelromane
- Enslaved Brains (3 Teile in: Wonder Stories, July 1934 ff.; mit Earl Binder)
- The Great Illusion (Kurzroman 5 Teile in: Fantasy Magazine, September 1936 ff.; mit Earl Binder, Edmond Hamilton, Raymond Z. Gallun, Jack Williamson und John Russell Fearn)
- The Impossible World (in: Startling Stories, March 1939; auch: The Impossible World, 1970)
- Martian Martyrs (Kurzroman in: Science Fiction, March 1939; mit Earl Binder)
- Prison of Time (in: Dynamic Science Stories, April-May 1939)
- Where Eternity Ends (Kurzroman in: Science Fiction, June 1939)
- Lords of Creation (6 Teile in: Argosy, September 23, 1939 ff.; mit Earl Binder)
  - Deutsch: Antarkta. Pabel (Utopia-Großband #87), 1958. Auch als: Die neue Steinzeit. Übersetzt von Birgit Reß-Bohusch. Moewig (Terra Nova #169), 1971.
- The New Life (Kurzroman in: Science Fiction, March 1940; mit Earl Binder)
- Five Steps to Tomorrow (in: Startling Stories, July 1940; auch: Five Steps to Tomorrow, 1970)
- The Cancer Machine (1940, Kurzroman; mit Earl Binder)
- After an Age (in: Amazing Stories, November 1942)
- Shipwreck in the Sky (Kurzroman in: Fantastic Universe, March 1954)
- Dracula (1966, Kurzroman; mit Craig Tennis und Alden McWilliams)
- The Avengers Battle the Earth-Wreckers (Tie-in zu Marvels Avengers, 1967)
- The Double Man (1971)
  - Deutsch: Der Doppelmensch. Übersetzt von Leni Sobez. Pabel-Moewig (Terra Astra #131), 1974.
- Get Off My World (1971)
  - Deutsch: Aus dem Innern der Erde. Übersetzt von Leni Sobez. Pabel-Moewig (Terra Astra #141), 1974.
- Puzzle of the Space Pyramids (1971)
- Secret of the Red Spot (1971; mit Earl Binder)
  - Deutsch: Geheimnis auf Jupiter. Übersetzt von Leni Sobez. Moewig Terra Astra #107, 1973.
- Terror in the Bay (1971)
- The Forgotten Colony (1972)
- The Mind from Outer Space (1972)
- The Frontier’s Secret (1973; mit Earl Binder)
- The Hospital Horror (1973)
- The Mysterious Island (1974, Kurzroman; mit Jules Verne)

### Kurzgeschichten
1932:
- The First Martian (in: Amazing Stories, October 1932; mit Earl Binder)

1933:
- The Moon Mines (in: Wonder Stories, April 1933; mit Earl Binder)
- Murder on the Asteroid (in: Wonder Stories, June 1933; mit Earl Binder)

1934:
- The Spore Doom (in: Wonder Stories, February 1934; mit Earl Binder)
- The Ancient Voice (in: The Fantasy Fan, April 1934; mit Earl Binder)
- The Green Cloud of Space (in: Wonder Stories, May 1934; mit Earl Binder)
- Cigarette Characterization #2 (in: Fantasy Magazine, September 1934; mit Earl Binder)
- Eighty-Five and Eighty-Seven (in: Amazing Stories, October 1934; mit Earl Binder)
- The Thieves from Isot (in: Wonder Stories, October 1934; mit Earl Binder)
- Cosmos: Chapter 16: Lost in Alien Dimensions (in: Fantasy Magazine, October-November 1934)
- Dawn to Dusk (3 Teile in: Wonder Stories, November 1934 ff.; mit Earl Binder)

1935:
- The Robot Aliens (in: Wonder Stories, February 1935; mit Earl Binder)
- Shadows of Blood (in: Weird Tales, April 1935; mit Earl Binder)
- Set Your Course by the Stars (in: Astounding Stories, May 1935)
- In a Graveyard (in: Weird Tales, October 1935; mit Earl Binder)
- Ships That Come Back (in: Astounding Stories, November 1935)

1936:
- The Crystal Curse (in: Weird Tales, March 1936; mit Earl Binder)
- Spawn of Eternal Thought (2 Teile in: Astounding Stories, April 1936 ff.)
- The Hormone Menace (in: Thrilling Wonder Stories, August 1936)
- The Time Entity (in: Astounding Stories, October 1936)
- Static (in: Thrilling Wonder Stories, December 1936)

1937:
- S O S in Space (in: Astounding Stories, January 1937)
- The Elixir of Death (in: Weird Tales, March 1937)
- Life Disinherited (in: Astounding Stories, March 1937)
- The Chemical Murder (in: Amazing Stories, April 1937; mit Earl Binder)
- The Judgement Sun (in: Thrilling Wonder Stories, April 1937)
- Diamond Planetoid (in: Astounding Stories, May 1937)
- Strange Vision (in: Astounding Stories, May 1937)
- The Chessboard of Mars (in: Thrilling Wonder Stories, June 1937)
- Vision of the Hydra (in: Thrilling Wonder Stories, August 1937)
- The Mysterious Stranger (in: Amateur Correspondent, Vol. 2 #2, September-October 1937; mit Earl Binder)
- When the Sun Went Out (in: Astounding Stories, September 1937)
- A Comet Passes (in: Thrilling Wonder Stories, October 1937)
- Queen of the Skies (in: Astounding Stories, November 1937)
- Blue Beam of Pestilence (in: Amazing Stories, December 1937; mit Earl Binder)
- The Time Contractor (in: Astounding Stories, December 1937)

1938:
- The Anti-Weapon (in: Astounding Stories, February 1938)
- Wayward World (in: Astounding Stories, February 1938)
- Eye of the Past (in: Astounding Science-Fiction, March 1938)
- Rays of Blindness (in: Thrilling Wonder Stories, April 1938)
- From the Beginning (in: Weird Tales, June 1938)
- The Space Pirate (in: Amazing Stories, June 1938; mit Earl Binder)
- The Atom Smasher (in: Amazing Stories, October 1938)
- Orestes Revolts (in: Astounding Science-Fiction, October 1938)
- Master of Telepathy (in: Amazing Stories, December 1938)
- The Metal Ocean (in: Thrilling Wonder Stories, December 1938)

1939:
- Science Island (in: Startling Stories, January 1939)
- Flight of the Starshell (in: Thrilling Wonder Stories, February 1939)
- Valley of Lost Souls (in: Amazing Stories, February 1939)
- Trapped by Telepathy (in: Amazing Stories, March 1939)
- The Flame from Nowhere (in: Amazing Stories, April 1939)
- The Jules Verne Express (in: Thrilling Wonder Stories, April 1939)
- Rope Trick (in: Astounding Science-Fiction, April 1939)
- The Black Comet (in: Science Fiction, June 1939; mit Earl Binder)
- Giants of Anarchy (in: Weird Tales, June-July 1939; mit Earl Binder)
- Moon of Intoxication (in: Thrilling Wonder Stories, June 1939)
- The Life Battery (in: Startling Stories, July 1939; mit Bill Spicer)
- The Mogu of Mars (in: Science Fiction, August 1939; mit Earl Binder)
- The Man Who Saw Too Late (in: Fantastic Adventures, September 1939)
- The Missing Year (in: Amazing Stories, October 1939)
- Mystery from the Stars (in: Future Fiction, November 1939; mit Earl Binder)

1940:
- Waters of Death (in: Thrilling Wonder Stories, January 1940)
- Son of the Stars (in: Famous Fantastic Mysteries, February 1940)
- Guyon 45X (in: Super Science Stories, March 1940; mit Earl Binder)
- The Time Cheaters (in: Thrilling Wonder Stories, March 1940)
- Gems of Life (in: Thrilling Wonder Stories, May 1940)
- Doom from the Void (in: Science Fiction, June 1940; mit Earl Binder)
- The Poison Realm (in: Future Fiction, July 1940; mit Earl Binder)
- Polar Doom (in: Science Fiction Quarterly, Summer 1940; mit Earl Binder)
- One Thousand Miles Below (in: Planet Stories, Winter 1940)
- World of Illusion (in: Future Fiction, November 1940; mit Earl Binder)
- Momus’ Moon (in: Comet, December 1940)

1941:
- And Return (in: Comet, January 1941)
- Artificial Universe (in: Science Fiction Quarterly, Winter 1941; mit Earl Binder)
- The Teacher from Mars (in: Thrilling Wonder Stories, February 1941)
- The Winking Lights of Mars (in: Amazing Stories, February 1941)
- The Life Beyond (in: Science Fiction, March 1941; mit Earl Binder)
- Ice, F. O. B., Mars (in: Captain Future, Spring 1941)
- We Are One (in: Comet, May 1941)
- Memos on Mercury (in: Captain Future, Summer 1941)
- Vassals of the Master World (in: Planet Stories, Fall 1941)

1942:
- Space Hitch-Hiker (in: Super Science Stories, May 1942)
- Double or Nothing (in: Thrilling Wonder Stories, October 1942)

1947:
- The Ring Bonanza (in: Startling Stories, July 1947)

1953:
- The Time Cylinder (in: Science-Fiction Plus, March 1953)
- The Cosmic Blinker (in: Science-Fiction Plus, May 1953)
- A Warning to the Furious (in: The Magazine of Fantasy and Science Fiction, August 1953)
- On Mars We Trod (in: Universe Science Fiction, December 1953)

1954:
- The Monster or – The Monster? (in: Science Fiction Quarterly, February 1954)
- The Payoff (in: Future Science Fiction, March 1954)
- Testing, Testing (in: Universe Science Fiction, May 1954)
- The Violators (in: Planet Stories, Fall 1954)

1955:
- Man in the Moons (in: Other Worlds Science Stories, September 1955)
- Iron Man (1955, in: Future Science Fiction, #28; auch: The Iron Man, 1977)
  - Deutsch: Der Mann aus Eisen. In: Michel Parry (Hrsg.): Frankensteins Rivalen. Pabel (Vampir Taschenbuch #66), 1978.

1957:
- Galactic Gamble (in: Science Fiction Stories, March 1957)

1972:
- All in Good Time (1972, in: Roger Elwood (Hrsg.): Signs and Wonders)

1974:
- Any Resemblance to Magic (1974, in: Roger Elwood (Hrsg.): Long Night of Waiting by Andre Norton and Other Stories)
- Better Dumb Than Dead (1974, in: Roger Elwood (Hrsg.): Journey to Another Star and Other Stories)
- The Killer Plants (1974, in: Roger Elwood (Hrsg.): The Killer Plants and Other Stories)
- The Missing World (1974, in: Roger Elwood (Hrsg.): The Missing World and Other Stories)

### Sachliteratur
- Planets: Other Worlds of Our Solar System (1961)
- Riddles of Astronomy (1964)
- What We Really Know About Flying Saucers (1967)
- Eando Binder: An Autobiography: F&SF Self-Portraits 4